# Nakajima E8N
Nakajima E8N (яп. 九五式水上偵察機 — Разведывательный гидросамолёт Тип 95) — серийный разведывательный гидросамолёт Имперского флота Японии периода 1930-х годов и Второй мировой войны.
Кодовое имя союзников — «Дэйв» (англ. Dave)

## История создания
Корабли Имперского флота Японии, обычно, оснащались разведывательными гидросамолётами двух типов: лёгкими 2-местными близкого действия и тяжёлыми 3-местными дальнего действия.
Согласно спецификации 7-Си в 1934 году был принят на вооружение 3-местный самолёт Kawanishi E7K, который заменил устаревшие Yolosuka E1Y и Kawanishi E5K.
Для замены двухместных Nakajima E2N и Nakajima E4N в 1933 году были сформулированы технические требования 8-Cи. Новый самолёт должен был стартовать из стандартных флотских катапульт и иметь манёвренность, не хуже, чем у истребителя.
В конкурсе приняли участие фирмы Kawanishi, Aichi и Nakajimi, проекты которых получили обозначения E8K, E8A и E8N соответственно. Прототип фирмы Kawanishi показал результаты хуже, чем у предшественника E4Y и в феврале 1934 года был отклонён флотом. Основное соперничество разгорелось между самолётами фирм Aichi и Nakajima.
Самолёт фирмы Nakajima, разработанный под руководством Кисиро Мацуо, был модернизацией E4N2, и получил заводское обозначение MS.
Это был биплан смешанной конструкции: фюзеляж и крыло были цельнометаллическими, хвостовая часть обшивалась полотном. Самолёт был установлен на один центральный и два вспомогательных поплавка. Как и у предшественника E4N, сохранялась возможность установки колёсного шасси, но такой вариант никогда не применялся. Самолёт был оснащён двигателем Nakajima Kotobuki 2 Kai 1 мощностью 585 л. с., который вращал двухлопастный винт постоянного шага. Вооружение самолёта состояло из курсового 7,7-мм пулемёта «Тип 97» и 7,7-мм пулемёта "Тип 92 в кабине стрелка. Кроме того, самолёт мог нести две 30-кг бомбы на внешней подвеске.
Заводские испытания начались весной 1934 года, прошли успешно, и фирма начала строительство шести опытных образцов, которые были тщательно испытаны.
В начале 1935 года 2 прототипы были отправлены на сравнительные флотские испытания, на которых победителем был признан E81. Самолёт показал результаты, подобные конкуренту E8A, основными аргументами в пользу E8N были прекрасная манёвренность, лёгкость пилотирования, простота и надёжность в эксплуатации.
Самолёт был принят на вооружение под названием «Разведывательный гидросамолёт Тип 95 Модель 1» (или E8N1) и запущен в серийное производство. В 1938 году в связи с возросшим спросом на военные самолёты производство E8N1 было развёрнуто также на заводах фирмы Kawanishi.
Впоследствии была разработана усовершенствованная модель E8N2, на который был установлен более мощный двигатель Nakajima Kotobuki 2 KAI 2 (630 к.с.). До 1940 года было изготовлено 755 самолётов всех модификаций.

## Тактико-технические характеристики (E8N2)

### Технические характеристики
- Экипаж: 2 человека
- Длина: 8,81 м
- Высота: 3,84 м
- Размах крыла: 10,98 м
- Площадь крыла: 26,50 м²
- Масса пустого: 1 320 кг
- Максимальная взлётная масса: 1 900 кг
- Двигатель: 1 x Nakajima Kotobuki 2 KAI 2
- Мощность: 630 л. с.

### Лётные характеристики
- Максимальная скорость: 301 км/ч
- Крейсерская скорость: 186 км/ч
- Практическая дальность: 904 км
- Практический потолок: 7 270 м

### Вооружение
- Пулемётное
  - 1 x 7,7-мм пулемёт «Тип 97»
  - 1 x 7,7-мм пулемёт «Тип 92»
- Бомбовая 2 x 30 кг бомб

## Модификации
- E8N1 — первоначальный вариант с двигателем Nakajima Kotobuki 2 Kai 1 (585 л. с.)
- E8N2 — улучшенный вариант с двигателем Nakajima Kotobuki 2 Kai 2 (630 л. с.)

## Боевое применение
Разведчики E8N стали поступать на флот в 1936 году. Они базировались в основном на линкорах и тяжёлых крейсерах, где выполняли функции корректировки огня тяжёлой артиллерии.
Впервые в боевых действиях E8N были задействованы во время японо-китайской войны, где они выполняли разведку и корректировку огня, но порой использовались как пикировщики и даже истребители. При этом несколько самолётов были сбиты китайскими истребителями.
С началом войны на Тихом океане самолёты E8N постепенно выводились из частей первой линии и заменялись новыми Aichi E13A и Mitsubishi F1M, но в первый год войны применялись на ряде кораблей.
Так, во время сражения в Яванском море 27 февраля 1942 года разведчики E8N с крейсеров «Нати» и «Хагуро» успешно корректировали огонь японских крейсеров, что привело к победе японского флота.
9 апреля 1942 года разведчики E8N с линейного крейсера «Харуна» заметили за 65 миль от Цейлона британский авианосец «Гермес». По данным разведчика японская палубная авиация нанесла удар и потопила авианосец.
19 апреля 1942 года советский транспорт «Ангарстрой», который шёл из Петропавловска во Владивосток, был замечен японской эскадрой. Самолёт E8N с линкора «Нагато» сбросил на палубу вымпел с текстом на японском и английском языках с требованием изменить курс. Вскоре «Ангарстрой» был потоплен подводной лодкой.
В дальнейшем самолёты E8N принимали участие в боевых действиях на островах Юго-Восточной Азии. Последней крупной битвой, где применялись E8N, была битва за Мидуэй, где эти самолёты осуществляли разведку.
После этого E8N окончательно стали самолётами второй линии, и использовались как связные и учебные самолёты. До 1945 года исчезли из учебных частей.

### В армиях других стран
В 1938 году Таиланд заказал в Японии 18 самолётов E8N. Самолёты поступили в Таиланд в 1940 году. Они принимали участие в боевых действиях, осуществляя патрулирование побережья в районе границы с Камбоджей, но с вражескими самолётами не сталкивались и прослужили до 1946 года.
Один E8N был передан Германии. В феврале 1941 года близ Марианских островов японский флот передал самолёт немецкому вспомогательному крейсеру «Орион», осуществлявший рейдерские операции в Индийском и Тихом океанах. Самолёт покрасили в цвета британских ВВС, что позволяло беспрепятственно вести дальнюю разведку. Во время похода был потоплен транспорт «Chaucer». Дальнейшая судьба E8N неизвестна.